# Mistrzostwa Polski w Tenisie Stołowym 1978
Mistrzostwa Polski w Tenisie Stołowym 1978 – 46. edycja mistrzostw, która odbyła się w 1978 roku w Stalowej Woli.

## Medaliści
| Konkurencja             | Złoty                                                               | Srebrny                                                            | Brązowy                                                                     |
| Gra pojedyncza mężczyzn | Andrzej Baranowski (GKS Jastrzębie-Zdrój)                           | Andrzej Grubba (AZS Gdańsk)                                        | Stanisław Frączyk (Włókniarz Łódź)                                          |
| Gra pojedyncza kobiet   | Jolanta Szatko (Banda Kraków)                                       | Weronika Sikora-Stelmach (ROW Rybnik)                              | Anna Nowacka (Motor Lublin)                                                 |
| Gra podwójna mężczyzn   | Leszek Kucharski (AZS Gdańsk) Stefan Dryszel (AZS Gliwice)          | Jan Ozimek (Włókniarz Łódź) Zbigniew Frączyk (Włókniarz Łódź)      | Andrzej Jakubowicz (AZS Gdańsk) Marek Skibiński (Start Włocławek)           |
| Gra podwójna kobiet     | Jolanta Szatko (Banda Kraków) Weronika Sikora-Stelmach (ROW Rybnik) | Anna Nowacka (Motor Lublin) Ewa Olek-Poźniak (Siarka Tarnobrzeg)   | Jadwiga Szatkowska (Siarka Tarnobrzeg) Helena Cyran (GKS Jastrzębie-Zdrój)  |
| Gra mieszana            | Leszek Kucharski (AZS Gdańsk) Jolanta Szatko (Banda Kraków)         | Stefan Dryszel (AZS Gliwice) Weronika Sikora-Stelmach (ROW Rybnik) | Ryszard Czochański (Siarka Tarnobrzeg) Ewa Olek-Poźniak (Siarka Tarnobrzeg) |